# آلیس وای. تینگ
آلیس وای. تینگ (انگلیسی: Alice Y. Ting؛ زاده ) یک دانشمند است.